# Église anglaise de Genève
L'église anglaise de Genève, sous la dénomination de Holy Trinity Church, est une église anglicane relevant de l’Église d'Angleterre (Church of England). Elle se situe à la Rue du Mont-Blanc, à Genève. Les cultes y sont célébrés en anglais.

## Prémices
Les premiers cultes en langue anglais sont célébrés à Genève dès 1555, dans l’auditoire de Calvin (Notre-Dame-la-Neuve chapel). Les premiers cultes anglicans sont célébrés à Genève en 1685 par Rev. Gilbert Burnet, puis dès 1814 à la chapelle de l’hôpital à la Place du Bourg-de-Four.